# Marjan Pejoski
Marjan Pejoski est un styliste macédonien qui vit et travaille en Grande-Bretagne. Il est surtout connu pour la création de la robe-cygne (en)  pour la chanteuse Björk,, qu'elle a portée plusieurs fois : sur la couverture de l'album Vespertine, pour la tournée Vespertine Tour, pour le Festival de Cannes de 2000 et la 73e cérémonie des Oscars en 2001[réf. nécessaire].
En 2004, Pejoski a créé les costumes de Misia pour sa tournée Mars and Roses[réf. nécessaire].